# Priorado de Hardham

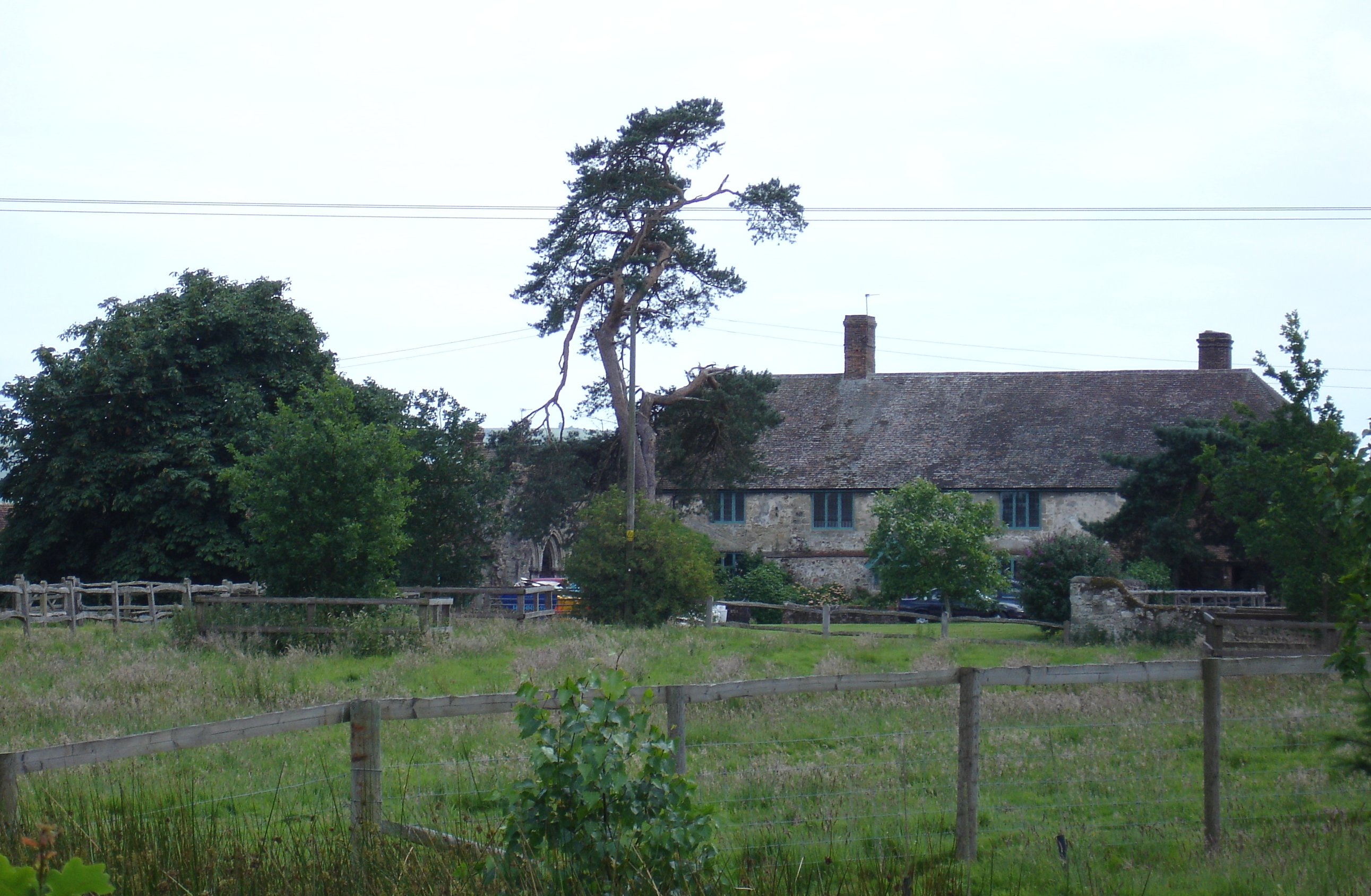
Fazenda do priorado de Hardham

O priorado de Hardham foi um priorado agostiniano em Hardham, West Sussex, na Inglaterra.
Foi fundado por volta de 1248 por Sir William Dawtrey como um priorado dos Cânones Negros de Santo Agostinho, que foi inicialmente chamado de Priorado de Heringham. Foi ampliado por Sir William Pagnell durante o reinado de Eduardo III, mas caiu em ruínas no final do século XV e foi dissolvido em 1534 como parte da Dissolução dos Mosteiros durante o reinado de Henrique VIII.
Os seus restos permanecem numa área de prados próximo ao rio Arun, a sudoeste da aldeia de Hardham. O edifício do refeitório foi convertido numa casa de fazenda, que é um edifício listado como Grau I.